# Sankt Englmar
Sankt Englmar, St. Englmar – miejscowość i gmina w Niemczech, w kraju związkowym Bawaria, w rejencji Dolna Bawaria, w regionie Donau-Wald, w powiecie Straubing-Bogen. Leży w Lesie Bawarskim, około 22 km na północny wschód od Straubinga.

## Dzielnice
W skład gminy wchodzą dwie dzielnice: Sankt Englmar, Klinglbach.

## Demografia
| Rok  | Liczba mieszk. |
| ---- | -------------- |
| 1970 | 1 278          |
| 1987 | 1 287          |
| 2000 | 1 545          |

## Oświata
(na 1999)

W gminie znajduje się 50 miejsc przedszkolnych.